# Vuelta Ciclista a Chiapas 2011
La 4.ª edición de la Vuelta Ciclista a Chiapas, se disputó desde el 22 al 27 de noviembre de 2011.
Luego de un año de ausencia en el calendario internacional, la carrera volvió a integrar el calendario internacional americano dentro de la categoría 2.2, siendo la cuarta competición de dicho campeonato. El recorrido contó con 6 etapas y 632 kilómetros, siendo la última una contrarreloj individual.
El ganador fue el colombiano Iván Mauricio Casas de equipo Boyacá Orgullo de América. Casas no logró ninguna victoria de etapa, pero un rendimiento parejo en las 2 primeras etapas lo posicionaron 3º en la clasificación. En la primera etapa de montaña se colocó como líder y se mantuvo hasta el final. El chileno Vicente Muga y el venezolano Yeisson Delgado lo acompañaron en el podio.
Muga a su vez, fue el mejor Sub-23, mientras que el colombiano José Castiblanco se quedó con la clasificación por puntos. El colombo-mexicano Gregorio Ladino fue el ganador de la montaña y por equipos el triunfo fue para los locales del Canel's Turbo.

## Equipos participantes
Participaron 5 equipos mexicanos, entre los que participó por primera vez una selección del estado de Chiapas.
Los equipos extranjeros fueron 11, siendo 2 equipos de Colombia (Boyacá e Indeportes), 1 de Venezuela (Lotería del Táchira), 1 de Italia (Endurecenter), 1 de Chile (R2 Bianchi), 1 de Guatemala (Café Quetzal) y 1 de Argentina (Acme) más 4 selecciones totalizando así 91 corredores, de los que 82 completaron el recorrido.
| - Canel's Turbo - Transtur-Yucatán - Tequila Afamado - Arenas de Tlaxcala - Selección de Chiapas | - Boyacá Orgullo de América - Indeportes-Cundinamarca - Lotería del Táchira - Endurecenter-Emilia Romagna - R2 Bianchi - Acme - Café Quetzal - Selección de Venezuela - Selección de Serbia - Selección de Dinamarca - Selección de Cataluña |

## Etapas
Comenzando en Tapachula, en la zona fronteriza con Guatemala la carrera recorrió la llanura costera del Océano Pacífico hasta Tonalá. En la tercera etapa comenzaron las etapas de montaña y se ascendió la Sierra Madre de Chiapas hacia la capital del estado, Tuxtla Gutiérrez. En la 4.ª etapa, rumbo a San Cristóbal de las Casas se alcanzó la máxima altitud con más de 2.400 m s. n. m. en los Altos Chiapas. En la 5.ª etapa se descendió hacia Comitán, en cercanías de la depresión central y la última etapa fue una contrarreloj entre Chiapa de Corzo y Tuxtla Gutiérrez.
| Etapa | Fecha           | Recorrido                          | km       | Ganador           | Líder             |
| 1ª    | 22 de noviembre | Tapachula-Ciudad Hidalgo-Tapachula | 104      | Jorge Castiblanco | Jorge Castiblanco |
| 2ª    | 23 de noviembre | Huixtla-Tonalá                     | 179      | Sergi Escobar     | Sergi Escobar     |
| 3ª    | 24 de noviembre | Tonalá-Tuxtla Gutiérrez            | 174      | Gregorio Ladino   | Iván Casas        |
| 4ª    | 25 de noviembre | Tuxtla Gutiérrez-San Cristóbal     | 78       | Víctor Niño       | Iván Casas        |
| 5ª    | 26 de noviembre | San Cristóbal-Comitán              | 82       | Marco Stankovic   | Iván Casas        |
| 6ª    | 27 de noviembre | Chiapa de Corzo-Tuxtla Gutiérrez   | 14 (CRI) | Bernardo Colex    | Iván Casas        |

## Clasificaciones

### Clasificación individual
| Posición | Ciclista        | Equipo                    | Tiempo           |
| -------- | --------------- | ------------------------- | ---------------- |
|          | Iván Casas      | Boyacá Orgullo de América | 15 h 55 min 35 s |
| 2        | Vicente Muga    | R2 Bianchi                | a 24 s           |
| 3        | Yeisson Delgado | Lotería del Táchira       | a 2 min 09 s     |
| 4        | Carlos López    | Canel's Turbo             | a 2 min 34 s     |
| 5        | Jimmy Briceño   | Lotería del Táchira       | a 2 min 43 s     |
| 6        | Víctor Niño     | Indeportes-Cundinamarca   | a 6 min 48 s     |
| 7        | Freddy Montaña  | Boyacá Orgullo de América | a 7 min 57 s     |
| 8        | Gregorio Ladino | Canel's Turbo             | a 8 min 07 s     |
| 9        | Mauricio Neiza  | Boyacá Orgullo de América | a 9 min 09 s     |
| 10       | Sergi Escobar   | Selección de Cataluña     | a 12 min 34 s    |

### Clasificación por puntos
| Posición | Ciclista          | Equipo                  | Puntos |
| -------- | ----------------- | ----------------------- | ------ |
| 1º       | Jorge Castiblanco | Indeportes-Cundinamarca | 60     |
| 2º       | Víctor Niño       | Indeportes-Cundinamarca | 39     |
| 3º       | Víctor García     | Canel's Turbo           | 36     |

### Clasificación de la montaña
| Posición | Ciclista        | Equipo                  | Puntos |
| -------- | --------------- | ----------------------- | ------ |
| 1º       | Gregorio Ladino | Canel's Turbo           | 34     |
| 2º       | Víctor Niño     | Indeportes-Cundinamarca | 32     |
| 3º       | Jimmy Briceño   | Lotería del Táchira     | 23     |

### Clasificación Sub-23
| Posición | Ciclista      | Equipo                  | Puntos           |
| -------- | ------------- | ----------------------- | ---------------- |
| 1º       | Vicente Muga  | R2 Bianchi              | 15 h 55 min 59 s |
| 2º       | José Jiménez  | Indeportes-Cundinamarca | a 13 min 35 s    |
| 3º       | Aiberd Torres | Café Quetzal            | a 22 min 00 s    |

### Clasificación por equipos
| Posición | Equipo                    | Tiempo            |
| -------- | ------------------------- | ----------------- |
| 1º       | Canel's Turbo             | 47 h 55 min 04 s  |
| 2º       | Lotería del Táchira       | a 5 min 42 s      |
| 3º       | Boyacá Orgullo de América | a 8 min 47 s      |
| 4º       | Indeportes-Cundinamarca   | a 14 min 54 s     |
| 5º       | Café Quetzal              | a 1 h 01 min 31 s |

## UCI America Tour
La carrera al estar integrada al calendario internacional americano 2011-2012 otorgó puntos para dicho campeonato. El baremo de puntuación es el siguiente:
| Posición                    | 1º | 2º | 3º | 4º | 5º | 6º | 7º | 8º |
| Clasificación general final | 40 | 30 | 16 | 12 | 10 | 8  | 6  | 3  |
| Por etapa                   | 8  | 5  | 2  |    |    |    |    |    |
| Lider General por etapa     | 4  |    |    |    |    |    |    |    |

Los 10 ciclistas que obtuvieron más puntaje fueron los siguientes:
| Ciclista          | Equipo                    | Puntos por la clasificación final | Puntos de etapa | Puntos de líder | Total |
| ----------------- | ------------------------- | --------------------------------- | --------------- | --------------- | ----- |
| Iván Casas        | Boyacá Orgullo de América | 40                                | 5               | 12              | 57    |
| Vicente Muga      | R2 Bianchi                | 30                                | 2               | -               | 32    |
| Yeisson Delgado   | Lotería del Táchira       | 16                                | -               | -               | 16    |
| Víctor Niño       | Indeportes-Cundinamarca   | 8                                 | 8               | -               | 16    |
| Carlos López      | Canel's Turbo             | 12                                | -               | -               | 12    |
| Jorge Castiblanco | Indeportes-Cundinamarca   | -                                 | 8               | 4               | 12    |
| Sergi Escobar     | Selección de Cataluña     | -                                 | 8               | 4               | 12    |
| Gregorio Ladino   | Canel's Turbo             | 3                                 | 8               | -               | 11    |
| Jimmy Briceño     | Lotería del Táchira       | 10                                | -               | -               | 10    |
| Bernardo Colex    | Canel's Turbo             | -                                 | 8               | -               | 8     |

- Estos puntos no van a la clasificación por equipos del UCI América Tour. Sólo van a la clasificación individual y por países, ya que los equipos a los que pertenecen no son profesionales.